# Самаринци
Самарина (единствено число самаринец, самаринка, на гръцки: Σαμαρινιώτες, самариниотес, на румънски: Samarineni, самаринени) са жителите на арумънската паланка Самарина, Егейска Македония, Гърция. Това е списък на най-известните от тях.

## Родени в Самарина
А — Б — В — Г — Д –
Е — Ж — З — И — Й –
К — Л — М — Н — О –
П — Р — С — Т — У –
Ф — Х — Ц — Ч — Ш –
Щ — Ю — Я

### А
- Алкивиад Диаманди (1893 - 1948), арумънски политик, водач на колаборационистката организация Римски легион (1941 – 1942)
- Атанасий Самарински, зограф от XIX век
- Атанасиос Ваяс (Αθανάσιος Βάγιας), гръцки андартски деец, действа под командата на Йоанис Каравитис като водач на чети[1]

### Д
- Димитриос Дзимас (? – 1936), гръцки юрист
- Димитриос Питенис, зограф от XIX век
- Димитър Самарински (? – 1808), светец новомъченик
- Димитър Самарински, зограф от XVIII – XIX век

### З
- Зику Арая (1877 – 1948), арумънски поет, преводач и политик
- Зисис Самарински, зограф от XIX век

### И
- Иржи Стака (1884 – 1958), арумънско-чешки филолог

### Й
- Йоргос Лепидатос (? – 1906), гръцки андарт
- Йоан Анагност, зограф от XIX век
- Йоан Антониу, зограф, автор заедно с Михаил на една икона от 1867 г. и на икона на Исус Христос, също от 1867 г., подписана „διά χειρός Μιχαήλ και Ιωάννου Αντωνίου σαμαριναίων“, от храма „Свети Атанасий“ в Дуско, Гревенско[2]
- Йоан Самарински, зограф от XIX век
- Йоан М., зограф, изписал в 1864 година храма „Успение Богородично“ в Шербадес, където оставя подпис „χειρ Ιωάννης Μ. Σαμαρινέος“[3]
- Йоан Папа Адам, зограф, автор на иконите „Христос Велик Архиерей“ (1864) и „Света Богородица“ (1864) от храма „Свети Атанасий“ в Зилевти, Трикалско, подписани „διά χειρός Ιωάννου παπα-Αδάμ εκ Σαμαρίν(ας)“[2]

### К
- Костас Ризос или капитан Цекурас (Καπετάν Τσεκούρας, Κώστας Ρίζος, 1880 – 1927), гръцки андартски капитан

### М
- Михаил Анагност, зограф от XIX век
- Михаил, зограф, автор заедно с Йоан Антониу на една икона от 1867 г. и на икона на Исус Христос, също от 1867 г., подписана „διά χειρός Μιχαήλ και Ιωάννου Αντωνίου σαμαριναίων“, от храма „Свети Атанасий“ в Дуско, Гревенско[2]

### Н
- Никола Матуси (1899 – 1991), арумънски политик

### П
- хаджи Пульо Самарински, просветен деец от XIX век, учител в Охрид

### С
- Симо Края, български революционер от ВМОРО, четник на Александър Кошка[4]

### Х
- Христо Семерджията, деец на ВМОРО в Хрупищко[5]

### Я
- Янис Прифтис, клефт от втората половина на XVIII век

## Свързани със Самарина
- Костас Македонас (р. 1967), гръцки певец, по потекло от Самарина
- Янулис Дзимас (около 1865 – 1917), гръцки андарт, по потекло от Самарина